# Nikola Šubić-Zrinjski
Nikola Šubić-Zrinjski (Alternativschreibweise: Nikola Šubić Zrinski) ist eine Oper (Originalbezeichnung: „Musikalische Tragödie“) in drei Akten (acht Bildern) von Ivan Zajc (Musik) mit einem Libretto von Hugo Badalić nach Theodor Körners Trauerspiel Zriny (1812). Sie gilt als kroatische Nationaloper, handelt von der Belagerung von Szigetvár und wurde am 4. November 1876 im Kroatischen Nationaltheater in Zagreb uraufgeführt.

## Handlung

### Erster Akt
Gemach des Großherrn in Belgrad
Der alternde Sultan Sulejman sorgt sich um sein Lebenswerk. Er befragt seinen Arzt Levi, wie viel Zeit ihm noch bleibt. Levi zögert erst, schätzt dann aber, dass es wohl noch zehn Jahre sein werden. Sulejman will in dieser Zeit möglichst viel von der Welt vernichten. Er teilt seinem Großwesir Mehmed Sokolović mit, dass die Eroberung Wiens seinen Ruhm besiegeln soll, und ruft den Kriegsrat zusammen. Die Offiziere Mustafa von Bosnien, Pascha Ali Portuk und Ibrahim Begler-Beg schwören ihm Gefolgschaft. Da der Weg nach Wien über die ungarischen Ebenen führt, soll zuerst die von dem gefürchteten Kroaten Nikola Šubić-Zrinjski befehligte Festung Szigetvár unterworfen werden.
Ein Saal in der Festung Szigetvár
Jelena, die Tochter des kroatischen Festungskommandanten, verabschiedet sich von ihrem Geliebten Lovro Juranić, der als Offizier seinen Dienst antritt. Sie hat schlimme Vorahnungen über kommende Schlachten. Ihre Mutter Eva versucht, sie zu beruhigen, doch ihr Vater hat bereits vom Feldzug Sulejmans erfahren. Ein Bote berichtet von einem großen Heer, das gegen die Stadt anrückt. Juranić bittet Zrinjski um die Hand Jelenas, die ihm dieser trotz Juranićs Armut verspricht, wenn der Krieg glücklich bestanden ist und sich Juranić im Kampf bewährt hat.
Ein Hof der Festung
Zrinjski bereitet seine Soldaten und die Offiziere Gaspar Alapić und Lovro Juranić auf die Verteidigung der Festung vor. Juranić, der sich bereits ausgezeichnet hat, soll den Kampf anführen. Die Frauen und Kinder sollen nach Wien in Sicherheit gebracht werden. Eva und Jelena beharren jedoch darauf, in Szigetvár zu bleiben und schlimmstenfalls gemeinsam mit den Männern zu sterben. Alle schwören, Szigetvár mit ihrem Blut zu verteidigen, solange ihre Herzen schlagen.

### Zweiter Akt
Das türkische Lager vor Szigetvár
Die Türken feiern mit Tanz und Gesang den vierzigsten Jahrestag der Schlacht bei Mohács. Wenig später erfährt Sulejman von Sokolović, dass die Festung Szigetvár wider Erwarten noch nicht erobert werden konnte. Sulejman beauftragt ihn mit Übergabeverhandlungen. Falls Zrinjski die Festung aufgibt, will er ihm zum König Kroatiens ernennen.
Saal in der Festung Szigetvár, wie im zweiten Bild des ersten Akts
Vor der Festung wird heftig gekämpft. Zrinjski sieht ein, dass seine Leute den türkischen Truppen weit unterlegen sind und ihnen nicht länger standhalten können. In Übereinstimmung mit seinen Offizieren beschließt er, die Neustadt zu opfern und sich in die Altstadt zurückzuziehen. Die wertvollsten Besitztümer sollen in die Festung gebracht werden. Als Sokolović das Friedensangebot des Sultans überbringt, lehnt Zrinjski entschieden ab. Auch die Drohung, seine Frau und seine Tochter nach der Unterwerfung zu kreuzigen und seinen bereits gefangenen Sohn Gjuro zu foltern, beeindruckt ihn nicht. In Gegenwart des Gesandten befiehlt er seinem Offizier Vuk Paprutović, die Häuser in Brand zu stecken. Außerdem ruft er die Frauen und Offiziere herein, die ihre Standhaftigkeit bestätigen.

### Dritter Akt
Das Zelt Sulejmans
Die Eroberung Szigetvár zieht sich hin. Der Sultan selbst ist inzwischen so schwer erkrankt, dass sein Arzt Levi hilflos ist. Als Sokolović von der Unnachgiebigkeit der Kroaten berichtet, regt Sulejman sich so auf, dass er mit seinen letzten Worten den Angriff auf die Festung befiehlt und tot zusammenbricht. Sokolović übernimmt das Kommando. Er will sich nach der Unterwerfung Szigetvárs in Istanbul seine Macht sichern.
Unterirdisches Gewölbe in der Festung
Eva und Jelena haben sich in das Kellergewölbe geflüchtet, wo sie ängstlich das Ende der Kämpfe erwarten. Eva verabschiedet sich zärtlich von ihrer Tochter, und diese singt sich mit einem alten Wiegenlied in den Schlaf. Sie träumt von ihrer Hochzeit mit Juranić, zu der ein Feenchor singt und tanzt. Als sie erwacht, erscheint Juranić. Er meint, sie würden von Gott selbst im Himmel vermählt werden. Da Jelena auf keinen Fall in die Hände der Türken fallen will, überredet sie ihn, sie sanft zu erdolchen. Während sie stirbt, küssen sich die Liebenden ein letztes Mal.
Hof der Festung, wie im dritten Bild des ersten Akts
Angesichts der Aussichtslosigkeit der Verteidigung und im Wissen über seinen bevorstehenden Tod verabschiedet sich Zrinjski von seiner Frau. Eva tröstet ihn damit, dass sein Ruhm andauern und auch sie und ihre Tochter im Gedächtnis des Volks weiterleben werden. Sie verspricht, nach der Niederlage den Pulverturm in Brand zu stecken, um die Festung zu sprengen. Juranić informiert die beiden über den Tod Jelenas, für den sie Gott danken. Die Kroaten schwören erneut, bis in den Tod zu kämpfen, und ziehen in die Schlacht. Die Festung geht in Flammen auf.

## Gestaltung
Die Musik steht in der Tradition der italienischen Oper. Er musste bei den Vokalpartien allerdings die geringeren Fähigkeiten der verfügbaren Sänger berücksichtigen. Wie in der italienischen Ballettoper („Opera ballo“) gibt es große Massentableaux. Darin dominieren Männerchöre, die in ihren kämpferischen und oft unisono gesungenen Auftritten an den frühen Verdi erinnern. Beiden Komponisten gemeinsam ist ihr ausgeprägter Patriotismus. Der Schlusschor und der Schwurchor des zweiten Finales prägen das gesamte Werk mit ihren Motiven. Einen Gegensatz zu dieser kriegerischen Atmosphäre bilden die Auftritte Jelenas wie ihre Romanze im ersten oder ihre Traumvision im dritten Akt. Nur hier ist südslawisches Volksmelos erkennbar, der ansonsten ebenso wie Anklänge an türkische Musik fehlt.
Da sich Zajc eng an die Theatervorlage Theodor Körners hielt, überwiegen Dialogszenen. Hierauf sind einige Mängel in der formalen Gestaltung der Duette und Ensemblesätze zurückzuführen.

### Orchester
Die Orchesterbesetzung der Oper enthält die folgenden Instrumente:
- Holzbläser: zwei Flöten (2. auch Piccolo), zwei Oboen, zwei Klarinetten, zwei Fagotte
- Blechbläser: vier Hörner, zwei Trompeten, drei Posaunen
- Pauken, Schlagzeug: große Trommel, Becken, Rührtrommel, Tamtam, Triangel, Glockenspiel
- Streicher
- Bühnenmusik: Piccoloflöte, Flöte, zwei Klarinetten, zwei Flügelhörner, vier Trompeten, Euphonium, Bassposaune, Tuba (oder Helikon)

## Werkgeschichte

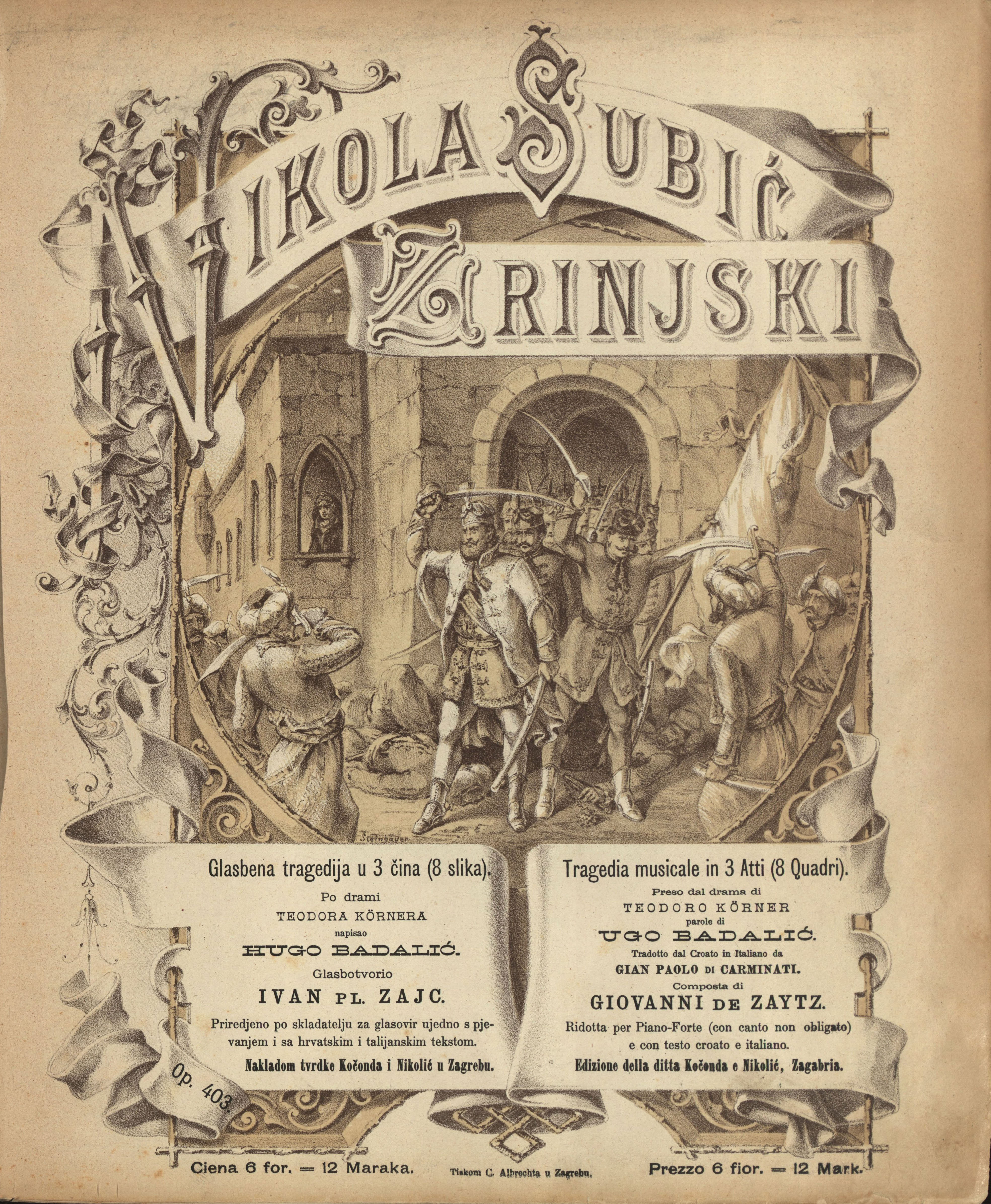
Titelblatt des Klavierauszugs, Zagreb 1884

Nikola Subić-Zrinjski ist nach Mislay (1870) und Ban Leget (1872) die dritte kroatische Oper des Dirigenten, Komponisten und Operndirektors Ivan Zajc. Er komponierte sie zwischen Juli und Oktober 1876. Das Libretto schrieb Hugo Badalić. Es basiert auf Theodor Körners Trauerspiel Zriny aus dem Jahr 1812. Kern der Musik ist sein 1866 anlässlich der 300-Jahr-Feier des Falls Szigetvárs entstandener Chor Zadnji čas Zrinjskog („U boj, u boj!“, deutsch: ‚Zur Schlacht, zur Schlacht!’) der bereits große Bekanntheit erlangt hatte und von Zajc unverändert in das Finale übernommen wurde.
Die Uraufführung fand am 4. November 1876 unter der Leitung des Komponisten im Kroatischen Nationaltheater in Zagreb statt. Es sangen Josip Nolli (Nikola Šubić-Zrinjski), Matilda Lesić (Eva), Milka Gerbić (Jelena), Kralobril (?) (Gaspar Alapić), Grbić (Lovro Juranić), Rangl (Vuk Paprutović), Chlostik (Sulejman), Kompit (Mehmed Sokolović), Plemenćić (Mustafa), Karil (?) (Ali Portuk), Novak (Ibrahim Begler-Beg) und Václav Anton (Levi).

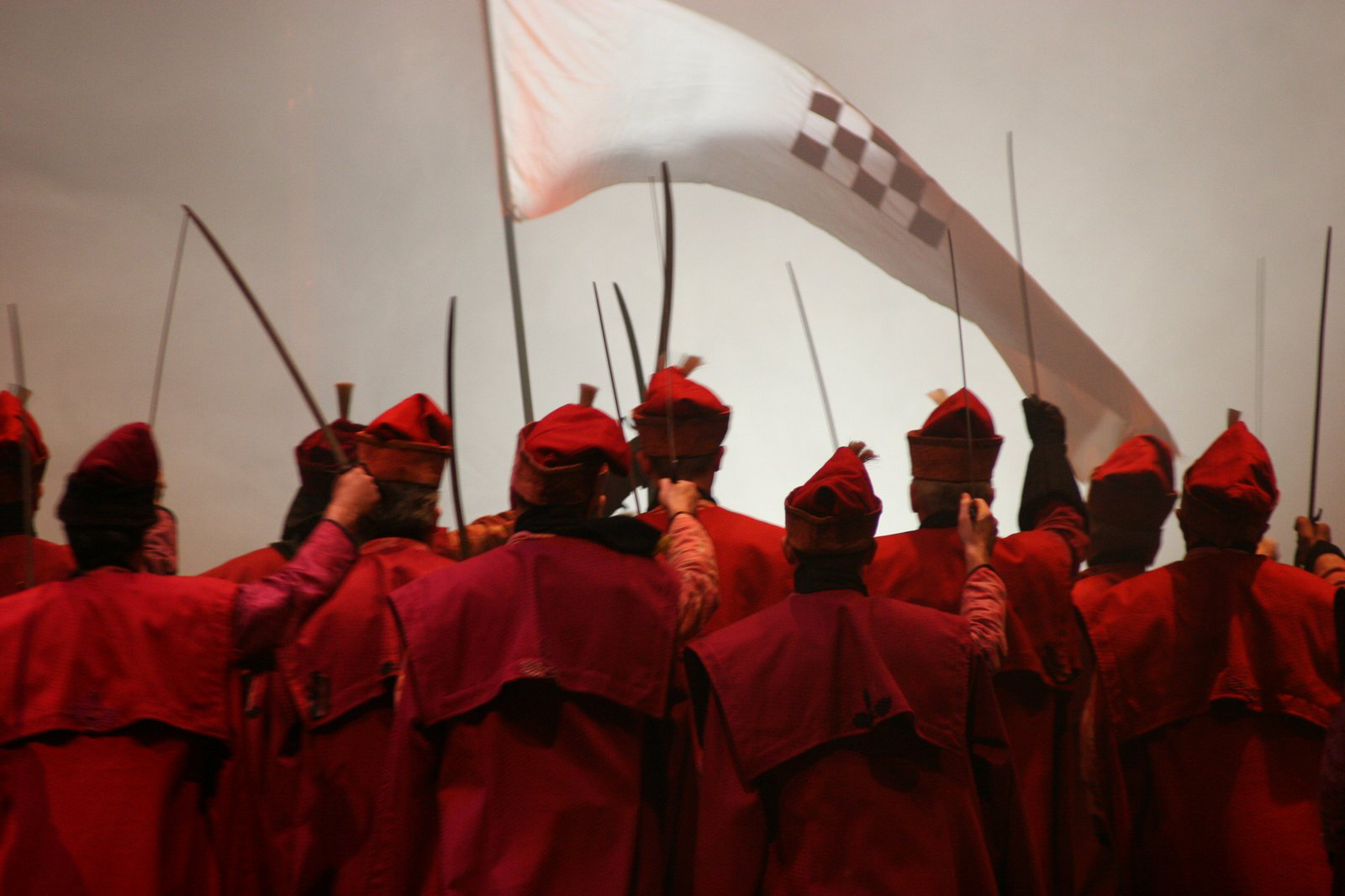
Aufführung im Kroatischen Nationaltheater „Ivan Zajc“ in Rijeka, 2005

Das Werk war im Gegensatz zu den übrigen kroatischen Opern sofort erfolgreich und hielt sich bis in die Gegenwart in den Spielplänen. Allein in Zagreb gab es bis 1997 mehr als 600 Aufführungen. Damit ist es die am häufigsten gezeigte kroatische Oper. Seit 1895 der Intendant des Zagreber Theaters, Stjepan Miletić, mit ihr nach sechsjähriger Pause das neue Opernhaus eröffnete, gilt es unangefochten als kroatische Nationaloper. Bei dieser Aufführung in Gegenwart von Kaiser Franz Joseph I. wurde als kroatischer Treuebeweis die Anzahl der Sänger im Schlusschor auf mehr als 100 erhöht. Seitdem wird das Schlussbild bei Staatsakten und Ähnlichem separat aufgeführt. Auch zur nächsten Wiedereröffnung der Nationaloper 1909 wurde das Werk gezeigt. Während zuvor wohl meist eine reduzierte Instrumentalbesetzung zum Einsatz kam, konnte man jetzt die Partitur in ihrer Originalgestalt spielen. Auch später noch wurde die Oper in unterschiedlichen Besetzungsvarianten aufgeführt. Boris Papandopulos erstellte 1976 eine revidierte Fassung.
Zajc versuchte, seine Oper auch in anderen slawischen Ländern unterzubringen. 1877 wurde die von ihm eingesandte Partitur jedoch in Prag und Petersburg abgewiesen. Gastspiele außerhalb von Zagreb gab es beispielsweise 1900 im slowenischen Ljubljana oder 1908 in Osijek. 1918 wurde sie in Brünn gespielt, 1921 in Pilsen, 1925 in Preßburg und 1929 in Belgrad. Nach dem Zweiten Weltkrieg entwickelte sich Zajc Geburtsstadt Rijeka zum Mittelpunkt der Pflege seines Werks. Hier wurde Nikola Šubić-Zrinjski erstmals 1946 gezeigt.

## Aufnahmen
- 1962 – Milan Sachs (Dirigent), Chor und Orchester des Kroatischen Nationaltheaters Zagreb.
 Vladimir Ruzdjak (Nikola Šubić-Zrinjski), Milka Bertapelle (Eva), Branka Oblak-Stilinovic (Jelena), Zvonimir Preliec (Lovro Juranić), Drago Bernardic (Sulejman), Franjo Paulik (Mehmed Sokolović).
 Jugoton LPY- V-603-605 (3 LPs) / Croatia Records D-K 5022770 (2 CDs).[5]
- 1985 – Ivan Cerovac (Dirigent), Der Münchner Kammerchor, Chor der Münchner Sängerrunde, Die Südwestfälische Philharmonie.
 Michael Kraft, Barbara Hofstetter, Ozana Carrington, Jan C. Niels, Hartmut Elbert.
 Live.
 It 30162 (2 LPs).[5]
- 15. Februar 1992 – Karlo Kraus (Dirigent), Croatian Radio Symphony Orchestra, Zagreb National Opera Chorus.
 Ratomir Kliskic (Nikola Šubić-Zrinjski), Ivanka Boljkovac (Eva), Bozena Svalina (Jelena), Ivica Saric Gaspar (Gaspar Alapić), Ante Ivic Lovro (Lovro Juranić), Damir Zarko (Vuk Paprutović), Ante Mijac (Sulejman), Janez Lotric (Mehmed Sokolović).
 Live, konzertant aus dem Konzertsaal V. Lisinski in Zagreb.
 Orfej HRT Kroatia (1 CD).[6]:24223
- 1994/95 (?) – Mladen Tarbuk (Dirigent), Krešimir Dolenčić (Inszenierung), Orchester und Chor der Kroatischen Nationaloper Zagreb.
 Valentin Enčev (Nikola Šubić-Zrinjski), Ivanka Boljkovac (Eva), Lidija Medercic, Damir Novak, Branka Beretovac, Ratomir Kliškić, Krunoslav Cigoj, Tomislav Boric, Neven Mrzlecki, Dinko Lupi, Damir Fatović, Željko Grofelnik, Helga Juretic, Penka Turnsek, Sanja Durin, Zvonimir Gerbavec, Marijan Puškarić.
 Video; live aus Zagreb.[6]:24224
- 2019 – Nikša Bareza (Dirigent), Krešimir Dolenčić (Inszenierung), Dinka Jeričević (Bühne), Ika Škomrlj und Dženisa Pecotić (Kostüme), Deni Šesnić (Licht), Sonja Kastl (Choreografie).
 Ljubomir Puškarić (Nikola Šubić-Zrinjski), Tamara Franetović Felbinger (Eva), Ivana Lazar (Jelena), Ozren Bilušić (Gaspar Alapić), Damir Klačar (Lovro Juranić), Tvrtko Stipić (Vuk Paprutović), Ivica Čikeš (Sulejman), Stjepan Franetović (Mehmed Sokolović), Neven Mrzlečki (Mustafa), Željko Grofelnik (Ali Portuk), Robert Palić (Ibrahim Begler-Beg), Davor Radić (Levi), Antonio Brajković (Bote).
 Video; live aus dem Kroatischen Nationaltheater Zagreb.
 Videostream bei Operavision.[2]